# Мехмед III
Мехмед III (Мегмед III; осман. محمد ثالث - Mehmed-i slis; тур. nc Mehmet; 26 травня 1566, Стамбул — 22 грудня 1603, Стамбул)  — тринадцятий османський султан, син Мурада III від Сафіє Султан.  

## Біографія
Мехмед народився в травні 1566 в Стамбулі в сім'ї майбутнього османського султана Мурада III і його наложниці Сафіє-султан. Це сталося за правління свого великого прадіда — султана Сулеймана I Кануні, який помер через 3,5 місяці. Сулейман дав йому ім'я Мехмед, так само як і своєму другому синові. 
Першим вчителем був Ібрагім Ефенді, а пізніше він навчав Хусейна Ефенді та Мехмеда Азмі Ефенді. 29 травня 1582 року у віці 16 років був обрізаний згідно мусульманської традиції. В грудні 1583 р. призначений батьком санджак-беєм в Манісі, за традицією, що тоді існувала.

### Правління
Вступив на престол у 1595 р. і відразу ж, по прибуттю в палац Топкапи, 28 січня наказав стратити 19 своїх молодших братів за законом Фатіха, побоюючись змови з їхнього боку. Їм сказали, що їх ведуть на обрізання, але врешті-решт усіх задушили. Той же страх став причиною введення Мехмедом згубного звичаю не давати шехзаде брати участь в управлінні державою за життя батька (як це робилося до тих пір), а тримати їх в Топкапи, на території султанського палацу.
На початку правління Мехмеда III в Стамбулі був затриманий, а потім і безслідно щез, московський посол Данило Ісленьев. Правління султана Мехмеда відзначено повстанням джелялі в Анатолії, причиною якого стало в основному скрутне становище населення через політику Високої Порти.
У 1593 році починається Тринадцятилітня війна в Угорщині, приводом до якої послужив розгром австрійським військом турецького загону під фортецею Сисак. Успіхи австрійців на Дунаї, а заодно і вдалий виступ проти Османської імперії волоського князя Міхая Хороброго, викликали в Константинополі повстання народу і яничарів. За наполяганням великого візира Дамат Ібрагіма-паші і шейх-уль-ісламу Мехмед III у 1596 році рушив з військом до Угорщини, здобув перемогу в Керестецькій битві, але не зумів нею скористатися і повернувся в Константинополь до свого звичайного життя. У 1600 році після довгих і невдалих переговорів турки прорвали оборонну лінію Габсбургів, взявши стратегічно важливу фортецю Надьканіжа. Над Віднем знову нависла загроза облоги, і 1601 року Габсбурги спробували повернути Надьканіжа, але безуспішно, проте австрійській армії вдалося взяти Секешфегервар, який турки повернули в 1602 році.

В азійських областях відбувалися визвольні повстання, туди ж вторгалися і перси. Внутрішнє управління було на низькому рівні, так само як і управління військами. У роки правління Мехмеда III прискорюється занепад Османської імперії, і це виразилося в тому, що фактична влада в державі опинилася в руках валіде-султан (матері Мехмеда III — Сафіє). Як писав англійський посол в 1603 році: 
... батько [Мехмед III] перебуває під владою старої султанші, його бабусі [Сафіє-султан], і держава валиться, бо вона ніщо не поважає так, як власне бажання отримувати гроші.
У 1600 році збунтувалися сипахи через знецінення монет, якими їм платили платні. Мехмед III наказав таємно стратити їхнього командира Абді-агу і бунт тим самим припинився. Проте в січні 1603 р. збунтувалися яничари, які обєдналися з великим візиром Йемішчі Хасан-паша[en] (В жовтні 1603 Мехмед III його стратив), і вбили кизлар-агу Газанфера, слугу Сафіє-султан. Ага яничар погрожував переворотом і солдати могли скинути та змінити падишаха на престолі.

### Смерть
Султан Мехмед III помер в ніч з 21 на 22 грудня 1603 р. Саме з його смерті починається нестабільність та період занепаду Османської держави, що тривав до 1630-х років.

## Сім'я
- Халіме Султан[18] — перша наложниця. Матір Мустафи I і за однією з версій — шехзаде Махмуда. Також, народила одну доньку, точне імя якої не відоме.

- Хандан Султан[19] — наложниця. Народила як мінімум одного сина — Ахмеда I.
- Також, як стверджує Ентоні Алдерсон, була ще одна наложниця Мехмеда — Махпейкер[20]

### Діти
Сини:
- Шехзаде Селім (бл.1585[21] - помер 20 квітня 1597 від скарлатини[22])
- Шехзаде Махмуд (бл. 1587 - 1/7 червня 1603) - спадкоємець престолу (з квітня 1597). Мав велику популярність серед яничар з 15-ти років. Через це та пророцтво, що його батько помре через півроку і старший син Мехмеда III зійде на престол, Мехмед III наказав стратити сина чотирьом глухонімим катам[23][24].
- Ахмед I
- Мустафа I

Дочки:
- дочка (пом. 1628)
- дочка — була одружена з Тириакі Хасаном-пашою (пом. 1611).
- дочка — з листопада 1604 року було одружена з Мірахуром Мустафою-пашею (пом. 1610)[25].
- дочка — з 10 лютого 1612 року було одружена з Махмудом-пашею (пом. 1643), сином Джігалазаде Юсуфа Синана-паші і його другої дружини — дочки Айше Хюмашах-султан[26].
- Дільруба Султан — (бл. 1594 —1623) Повнорідна сестра султана Мустафи I. З 1617 року була одружена з Кара Давут-пашею[27] (пом. 8 січня 1623), який прославився вбивством онука Мехмеда III — султана Османа II. У шлюбі народився син, якого, за деякими даними, планували зробити султаном, змістивши душевнохворого Мустафу I[28].
- дочка — була одружена з Алі-пашею (пом. 1617)[29].

## У культурі
Султан Мехмед III частково згадується на початку першої серії турецького серіалу «Величне століття. Нова володарка». Зображено його масове братовбивство та страта шехзаде Махмуда. Пізніше, в серіалі згадується, що султана отруїли.